# Valentine Fortin
Pour les articles homonymes, voir Fortin.
Valentine Fortin, née le 24 avril 1999 à Toulouse, est une coureuse cycliste française. Elle pratique le cyclisme sur piste et sur route. Elle est notamment  championne d'Europe de l'élimination en 2021 et de l'américaine en 2024.

## Biographie
Elle signe sa première licence au club du GSC Blagnac VS 31 à 5 ans. 
En 2016, chez les juniors (moins de 19 ans), Valentine Fortin devient championne de France du scratch et est médaillée de bronze de la poursuite par équipes aux mondiaux d'Aigle. L'année suivante, toujours chez les juniors, elle conserve son titre national du scratch. Elle est sélectionnée aux mondiaux sur piste juniors et décroche deux médailles de bronze sur la course à l'américaine avec Marie Le Net et en poursuite par équipes. En novembre 2017, elle rejoint l'équipe BioFrais-VC Saint-Julien.
Elle fait partie de l'équipe de France pour les mondiaux sur piste 2018 et se classe 20e du scratch. Au mois d'août, elle se classe troisième du championnat de France de course à l'américaine avec Marion Borras et devient championne de France de poursuite par équipes. Elle est aussi médaillée de bronze de la course aux points aux championnats d'Europe espoirs.
Lors des championnats de France sur piste 2019, elle obtient trois médailles de bronze en poursuite individuelle, en scratch et sur l'omnium,. Elle devient également vice-championne de France de course à l'américaine (avec Marion Borras) et championne de France de poursuite par équipes (avec Maëva Paret-Peintre, Marion Borras et Clara Copponi). Elle est également vice-championne d'Europe de poursuite par équipes espoirs avec Clara Copponi, Marion Borras et Marie Le Net.
En 2021, elle est sélectionnée pour participer à la poursuite par équipes aux Jeux olympiques de Tokyo, où elle termine septième avec le quatuor français. En octobre, elle devient championne d'Europe de la course à élimination, son premier grand titre international. Sur sa lancée, elle décroche l'argent du scratch. En 2022, avec Marion Borras, elle remporte l'américaine lors de la Coupe des nations à Glasgow. Aux mondiaux 2022, elle remporte la médaille de bronze de la poursuite par équipes avec Clara Copponi, Marion Borras et Victoire Berteau. En 2022, elle rejoint l'équipe sur route Cofidis, avec qui, elle remporte quatre des cinq victoires de son équipe en 2023 et contribue de manière significative au classement mondial de son équipe, qui se qualifie automatiquement pour les courses de l'UCI World Tour féminin pour 2024.
En 2023, elle est également vice-championne d'Europe de la course à l'élimination. Elle est ensuite sélectionnée pour participer aux championnats du monde sur piste au cours de l'été. Elle y obtient une médaille d'argent sur la course à l'élimination et une médaille de bronze en poursuite par équipes (avec Berteau, Le Net, Borras et Copponi). Elle décroche également  trois nouveaux titres nationaux sur piste.
En janvier 2024, elle devient championne d'Europe de l'américaine avec Marion Borras et obtient la médaille de bronze sur l'omnium. En juillet, elle appartient à la liste des coureuses retenues par la Fédération française de cyclisme pour prendre part aux épreuves sur piste des Jeux olympiques.  Elle prend la cinquième place sur la poursuite par équipes et la 16e place sur l'omnium.

## Palmarès sur piste

### Jeux olympiques
- Tokyo 2020
  - 7e de la poursuite par équipes
- Paris 2024
  - 5e de la poursuite par équipes

### Championnats du monde
| Édition / Épreuve              | Poursuite par équipes                            | Américaine | Scratch | Omnium | Élimination |
| Aigle 2016 (juniors)           | Bronze                                           |            |         |        |             |
| Montichiari 2017 (juniors)     | Bronze                                           | Bronze     |         |        |             |
| Apeldoorn 2018                 |                                                  |            | 20e     |        |             |
| Saint-Quentin-en-Yvelines 2022 | Bronze (avec Berteau, Borras et Copponi)         | Argent     |         |        |             |
| Glasgow 2023                   | Bronze (avec Berteau, Le Net, Borras et Copponi) |            |         | 5e     | Argent      |

### Coupe du monde
- 2019-2020

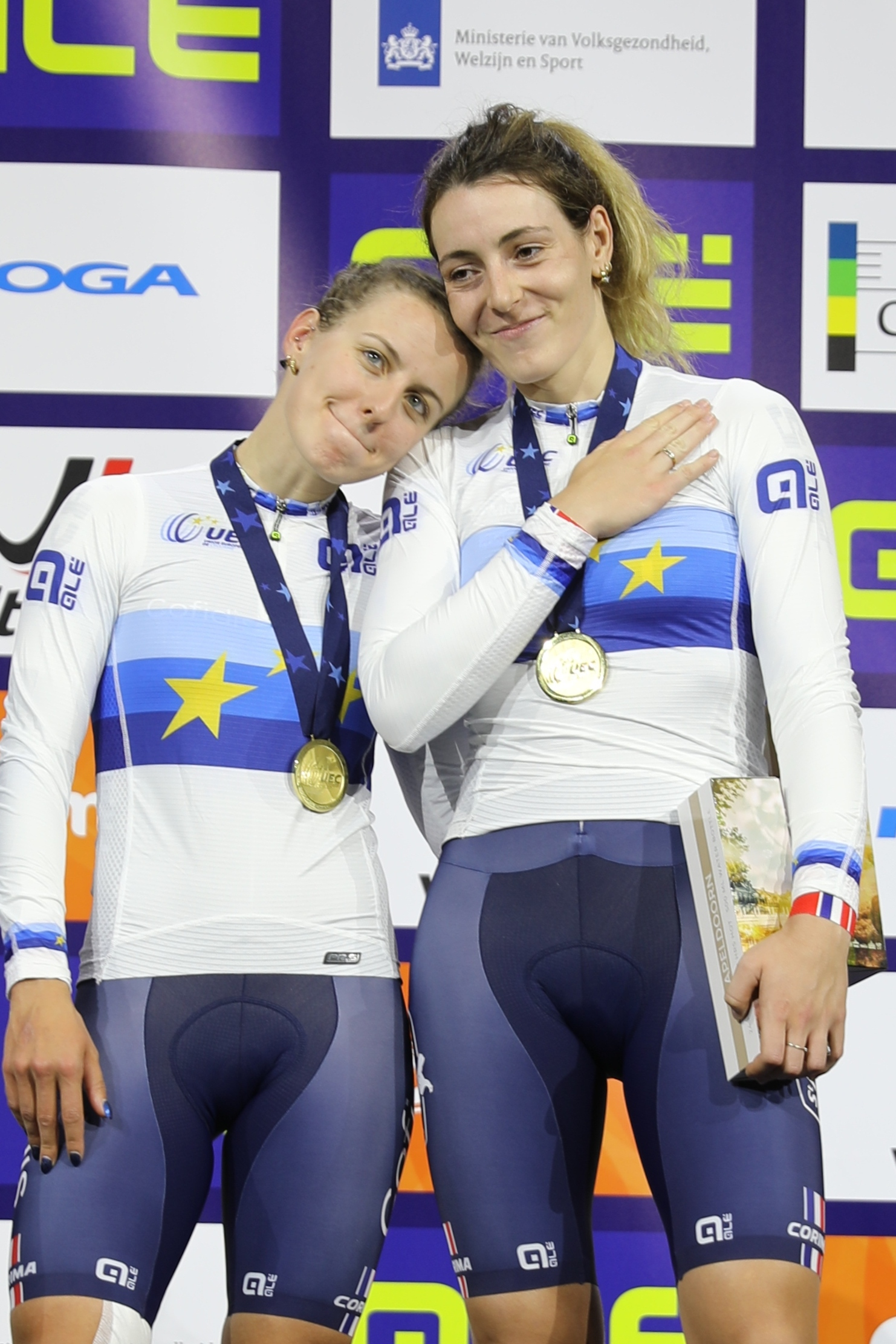
En 2024, Fortin devient championne d'Europe de l'américaine avec Marion Borras.

  - 2e de la poursuite par équipes à Milton

### Coupe des nations
- 2022
  - 1re de l'américaine à Glasgow (avec Marion Borras)
  - 2e de la course à l'élimination à Glasgow
- 2023
  - 1re de la poursuite par équipes au Caire
  - 1re de l'américaine au Caire (avec Clara Copponi)
  - 2e de la poursuite par équipes à Jakarta
  - 2e de l'américaine à Jakarta
- 2024
  - 2e de l'américaine à Milton
  - 3e de la poursuite par équipes à Milton

### Championnats d'Europe
| Édition / Épreuve    | Poursuite | Poursuite par équipes | Course aux points | Américaine              | Scratch | Omnium | Élimination |
| Aigle 2018 (espoirs) |           |                       | Bronze            |                         |         |        |             |
| Gand 2019 (espoirs)  |           | Argent                |                   |                         |         |        |             |
| Granges 2021         |           |                       |                   |                         | Argent  |        | Or          |
| Munich 2022          |           | Bronze                |                   |                         |         |        | 4e          |
| Granges 2023         | 8e        | 4e                    |                   |                         |         |        | Argent      |
| Apeldoorn 2024       |           | 7e                    |                   | Or (avec Marion Borras) |         | Bronze |             |

### Championnats de France
- 2016
  -  Championne de France du scratch juniors
  - 2e du 500 mètres juniors
- 2017
  -  Championne de France du scratch juniors
  - 2e du scratch élites
  - 2e du 500 mètres juniors
  - 2e de la poursuite juniors
- 2018
  -  Championne de France de poursuite par équipes (avec Laurie Berthon, Marion Borras et Clara Copponi)
  - 3e de l'américaine
- 2019
  -  Championne de France de poursuite par équipes (avec Maëva Paret-Peintre, Marion Borras et Clara Copponi)
  - 2e de l'américaine
  - 3e de la poursuite
  - 3e du scratch
  - 3e de l'omnium
- 2023
  -  Championne de France de poursuite individuelle
  -  Championne de France de l'élimination
  -  Championne de France de l'américaine (avec Victoire Berteau)
  - 2e de la poursuite par équipes
  - 3e de la course aux points
- 2024
  -  Championne de France de poursuite par équipes (avec Clara Copponi, Marie Patouillet et Lara Lallemant)
  -  Championne de France de l'américaine (avec Victoire Berteau)
  - 2e de l'omnium
  - 2e de la poursuite

## Palmarès sur route

### Par années
- 2020
  - Classic Féminine de Vienne Nouvelle-Aquitaine
  - Mirabelle Classic
- 2021
  - Classic Féminine de Vienne Nouvelle-Aquitaine
  - Sud Yvelines Féminine
  - 2e de La Classique Morbihan
- 2023
  - 2e et 5e étapes du Tour de Bretagne
  - À travers les Hauts-de-France
  - Grand Prix d'Isbergues
  - 3e de la Ronde de Mouscron
  - 3e de la Kortrijk Koerse
- 2025
  - 2e du Festival Elsy Jacobs à Luxembourg
  - 3e de l'Omloop der Kempen Ladies
  - 8e de la Classic Bruges-La Panne

### Résultats sur les grands tours

#### Tour de France
1 participation :
- 2022 : 88e

### Classements mondiaux
| Année                                 | 2021 | 2022 | 2023 | 2024 |
| ------------------------------------- | ---- | ---- | ---- | ---- |
| Classement UCI                        | 215e | 507e | 99e  | 340e |
| UCI World Tour                        | nc   | nc   | 205e | 172e |
|                                       |      |      |      |      |
| Légende : nc = non classéSource : UCI |      |      |      |      |